# Okkenbroek
Okkenbroek is een dorp in de Nederlandse gemeente Deventer, met 310 inwoners. Het ligt tussen de dorpen Lettele en Nieuw Heeten. Tot de gemeentelijke herindeling van 1999 maakte Okkenbroek deel uit van de gemeente Diepenveen.
Okkenbroek was in de middeleeuwen een van de acht buurschappen die samen de Goijermarke vormden. Het lag in het schoutambt Colmschate. Het moerassige gebied langs de Soestwetering ten westen van de Sallandse Heuvelrug bestond eeuwenlang vooral uit woeste gronden. Er werd ijzeroer gewonnen dat verkocht werd aan de ijzergieterij in Deventer. De middeleeuwse nederzetting bestaande uit verspreid liggende boerderijen, lag ten zuidwesten van de tegenwoordige dorpskern. Deze plek, die 't Hooge Velt werd genoemd, werd omringd door woeste gronden waaronder veel veenmoeras.
De uit het Deventer regentengeslacht De Schepper afkomstige gepensioneerde officier der huzaren Adam IJssel de Schepper (1812-1890) zag perspectief in het gebied en verkreeg er door ruiling veel land langs de Oerdijk, de weg naar Deventer. Hij liet een molen en een smederij bouwen. In 1863 stelde hij het startkapitaal ter beschikking voor de bouw van een hervormde kerk. Door ontginning werd veel woeste grond in cultuur gebracht. De bedrijvigheid maakte dat in de buurschap een volwaardig dorp ontstond met een lagere school, twee bakkers en andere neringdoenden.
De kerk kwam pas in 1904 gereed en werd in 2003 gerestaureerd. Hier gaan ook de protestanten uit Lettele ter kerke. De katholieken van Okkenbroek gaan daarentegen in Lettele naar de kerk. Okkenbroek heeft sinds 2006 een kulturhus, het werd geopend door prinses Margriet.
Ten westen van Okkenbroek liggen de bossen van landgoed Het Oostermaat dat in beheer is bij de Stichting IJssellandschap, net als de monumentale boerderij De Grote Brander.

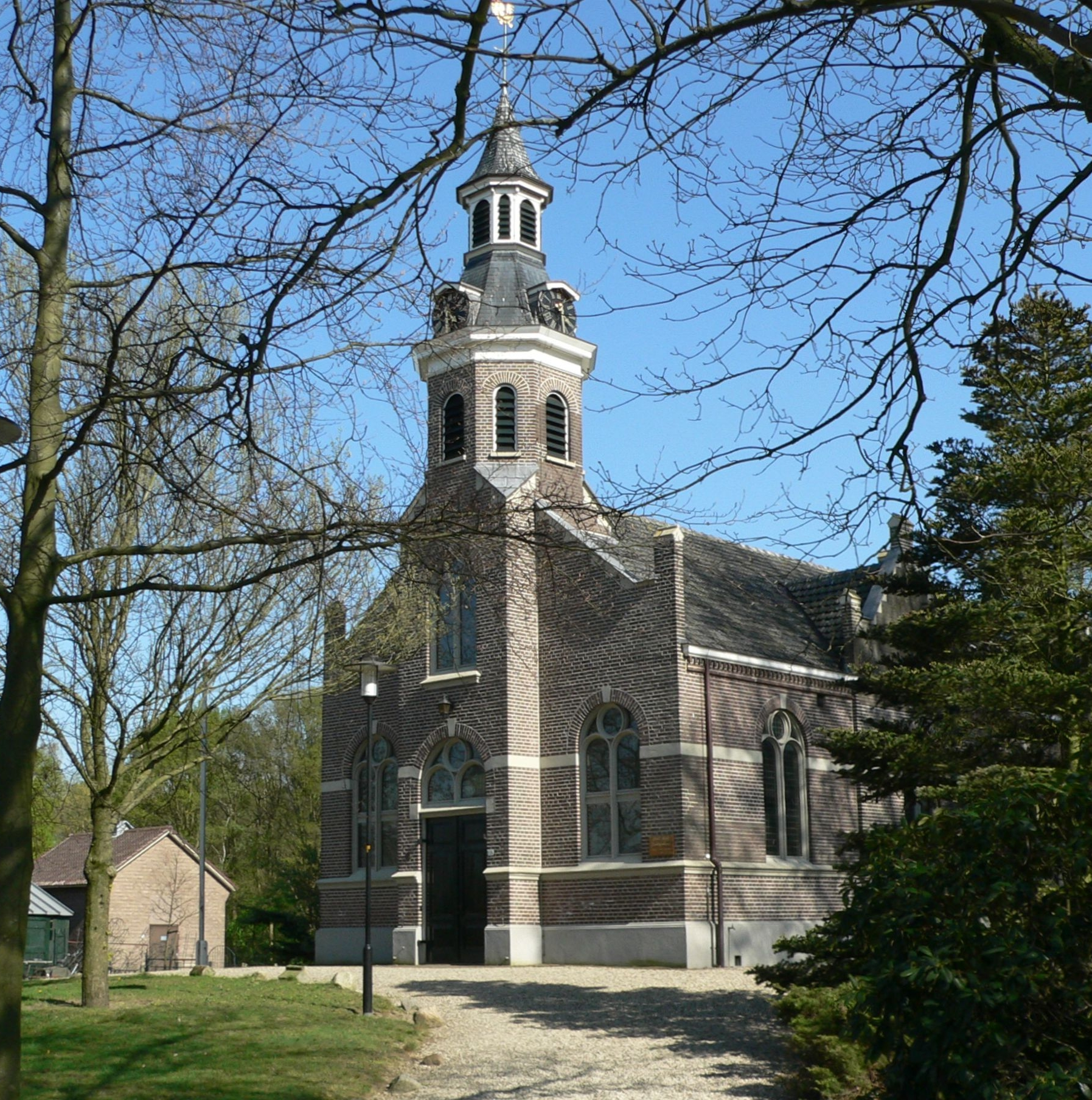
De kerk van Okkenbroek werd ontworpen door drie generaties architecten Van Harte(n)

## Woonachtig geweest in Okkenbroek
- Tijmen Jan Loggers, architect en verzetsman